# Ifakara Health Institute
 (mai 2025).
La mise en forme du texte ne suit pas les recommandations de Wikipédia : il faut le « wikifier ».
Les points d'amélioration suivants sont les cas les plus fréquents. Le détail des points à revoir est peut-être précisé sur la page de discussion.
- Les titres sont pré-formatés par le logiciel. Ils ne sont ni en capitales, ni en gras.
- Le texte ne doit pas être écrit en capitales (les noms de famille non plus), ni en gras, ni en italique, ni en « petit »…
- Le gras n'est utilisé que pour surligner le titre de l'article dans l'introduction, une seule fois.
- L'italique est rarement utilisé : mots en langue étrangère, titres d'œuvres, noms de bateaux, etc.
- Les citations ne sont pas en italique mais en corps de texte normal. Elles sont entourées par des guillemets français : « et ».
- Les listes à puces sont à éviter, des paragraphes rédigés étant largement préférés. Les tableaux sont à réserver à la présentation de données structurées (résultats, etc.).
- Les appels de note de bas de page (petits chiffres en exposant, introduits par l'outil «  Source ») sont à placer entre la fin de phrase et le point final[comme ça].
- Les liens internes (vers d'autres articles de Wikipédia) sont à choisir avec parcimonie. Créez des liens vers des articles approfondissant le sujet. Les termes génériques sans rapport avec le sujet sont à éviter, ainsi que les répétitions de liens vers un même terme.
- Les liens externes sont à placer uniquement dans une section « Liens externes », à la fin de l'article. Ces liens sont à choisir avec parcimonie suivant les règles définies. Si un lien sert de source à l'article, son insertion dans le texte est à faire par les notes de bas de page.
- La présentation des références doit suivre les conventions bibliographiques. Il est recommandé d'utiliser les modèles {{Ouvrage}}, {{Chapitre}}, {{Article}}, {{Lien web}} et/ou {{Bibliographie}}. Le mode d'édition visuel peut mettre en forme automatiquement les références.
- Insérer une infobox (cadre d'informations à droite) n'est pas obligatoire pour parachever la mise en page.

Pour une aide détaillée, merci de consulter Aide:Wikification.
Si vous pensez que ces points ont été résolus, vous pouvez retirer ce bandeau et améliorer la mise en forme d'un autre article.
L' Ifakara Health Institute (IHI, litt. Institut de santé d'Ifakara), ou Ifakara est une organisation de recherche en santé avec des bureaux à Ifakara, Dar es Salaam, Ikwiriri, Bagamoyo et Mtwara, en Tanzanie,. L'institut mène des recherches liées à la santé dans divers domaines, notamment le paludisme et le VIH/SIDA.

## Histoire
L’Ifakara Health Institute trouve son origine en 1949, lors d’une visite du zoologiste suisse Rudolf Geigy (1920–1995) dans la ville d’Ifakara. Membre de l’Institut tropical suisse de Bâle, le Dr Geigy cherchait un terrain pour des recherches sur les maladies tropicales. Huit ans plus tard, en 1957, il fonde le Swiss Tropical Institute Field Laboratory (STIFL) à Ifakara,.
Après l’indépendance de la Tanzanie en 1961, le STIFL joue un rôle central dans la formation du personnel médical destiné à servir dans les zones rurales. Ce rôle est officialisé par le gouvernement à travers la création du Rural Aid Centre, rattaché au laboratoire.
Dans le cadre de la politique de nationalisation adoptée à la fin des années 1960 et au début des années 1970, les institutions publiques sont progressivement transférées à des entités tanzaniennes. Ce processus aboutit en 1990 à l’intégration du STIFL au National Institute for Medical Research (NIMR). L’année suivante, en 1991, le laboratoire prend le nom de Ifakara Centre, en tant qu’affilié du NIMR.
En 1996, il devient une fondation de droit tanzanien sous le nom de Ifakara Health Research and Development Centre (IHRDC). Ce nom sera conservé jusqu’en 2008, date à laquelle l’institution adopte son nom actuel, Ifakara Health Institute (IHI).
À partir des années 1990, l’institut entre dans une phase de développement marqué par une reconnaissance internationale croissante. Il reçoit en 2008 le Prix Prince des Asturies, distinction espagnole prestigieuse décernée aux personnes ou institutions ayant contribué de manière remarquable aux sciences, aux humanités ou aux affaires publiques. En 2010, l’IHI est également lauréat du Prix national tanzanien des sciences et technologies.
L’institut connaît un tournant important en 1993 avec la nomination de son premier directeur scientifique tanzanien, Dr Andrew Kitua. Ses successeurs sont Hassan Mshinda puis Dr Salim Abdulla.
En 2005, l’IHI ouvre une antenne dans l’ancienne capitale coloniale, Bagamoyo. Trois ans plus tard, en 2008, l’institut inaugure son bureau de Dar es Salaam, qui devient le siège principal. En 2012, un Centre de formation et une unité d’essais cliniques sont également construits à Kingani, dans la région de Bagamoyo.
L'Institut de santé Ifakara a été présenté dans le documentaire d'Al Jazeera Lifelines The End Game en 2014. Fredros Okumu a donné une conférence mettant en vedette l'IHI lors de la conférence TEDGlobal en 2017. 
Depuis 2016, l’institut est dirigé par Dr Honorati Masanja, directeur exécutif.